# 蔡國偉 (1952年)
蔡國偉（1952年—），生於台灣台南市，為台灣廟宇畫師，畫家蔡草如長子，自幼師事父親研習丹青。現為台南市國畫研會理事、台灣省膠彩畫協會理事。